# Đỗ Minh Xương
Đỗ Minh Xương là một sĩ quan cấp cao trong Quân đội Nhân dân Việt Nam, hàm Trung tướng, ông có học vị Tiến sĩ, hiện là Giám đốc Học viện Lục quân

## Thân thế và binh nghiệp
Trước năm 2016, ông là Sư đoàn trưởng Sư đoàn 312, Quân đoàn 1
Năm 2016, ông được điều động giữ chức Phó Tư lệnh Quân đoàn 1.
Tháng 1 năm 2018, ông được bổ nhiệm làm Phó Tư lệnh kiêm Tham mưu trưởng Quân đoàn 1.
Tháng 4 năm 2020, ông được bổ nhiệm giữ chức Tư lệnh Quân đoàn 1.  Tháng 6 năm 2020, ông được thăng quân hàm Thiếu tướng.
Tháng 12 năm 2021, ông được bổ nhiệm giữ chức Giám đốc Học viện Lục quân Đà Lạt.